# Inal Tasoev
Inal Tasoev (en russe : Инал Валикоевич Тасоев, Inal Valikoyevich Tasoev), né le 5 février 1998 à Vladikavkaz, est un judoka russe en activité évoluant dans la catégorie des plus de 100 kg.
Plusieurs fois champion d'Europe dans les années 2020, il est aussi déclaré champion du monde en 2023 avec Teddy Riner, après décision en appel de l'IJF.

## Biographie
Inal Tasoev est champion d'Europe cadet en 2015 et aux Championnats du monde cadets, il prend la deuxième place derrière son compatriote Kemal Kaitow. En décembre 2017, Tasoev est devient champion d'Europe junior et, un mois plus tard, il remporte également les championnats du monde juniors.
En 2018, Tasoev remporte le tournoi du Grand Chelem à Abu Dhabi en battant le Tchèque Lukáš Krpálek en finale. Début 2019, il est médaillé d'argent du tournoi du Grand Chelem de Düsseldorf après sa défaite face au Japonais Hisayoshi Harasawa. En juin 2019, il participe aux Jeux européens 2019 qui fait également office de Championnats d'Europe de judo : dans la compétition individuelle, Tasoev atteint la finale mais perd contre le poids lourd géorgien Guram Tushischwili puis, dans la compétition par équipe, il contribue au titre l'équipe russe battant dans son combat final le Portugais Jorge Fonseca. Aux Championnats du monde de Tokyo, Tasoev est éliminé lors de son deuxième combat contre le Néerlandais Roy Meyer. En octobre 2019, Iil remporte les Jeux militaires mondiaux. Un mois plus tard, il remporte le titre du tournoi du Grand Chelem d'Osaka.
Début 2020, il termine troisième du tournoi du Grand Chelem de Paris. Après une longue pause de compétition en raison de la pandémie de COVID-19, il remporte le Grand Chelem à Budapest en octobre 2020. Un mois plus tard, il atteint la finale des Championnats d'Europe 2020 à Prague en prenant sa revanche sur Tushischwili mais ratant le titre en finale avec une défait face à son compatriote Bashaev. L'année suivante, il remporte la finale des Championnats d'Europe à Lisbonne face au Néerlandais Henk Grol.
Après l'invasion russe de l’Ukraine, les athlètes russes sont exclus de nombreux événements internationaux. Sous bannière neutre, il participe en 2023 aux Championnats du monde à Doha ; Tasoev atteint la finale s'incline au Golden score face à Teddy Riner. La Fédération internatonale de judo reconnaît qu'un score aurait pu être attribué pour un contre de harai-goshi d'Inal Tasoev, ce qui lui aurait donné la victoire. L'IJF décide alors le 9 juin 2023 de déclarer les deux judokas champions du monde. Un mois plus tard, la fédération internationale le déclare également vainqueur.
En 2024, Tasoev remporte la finale des Championnats d'Europe à Zagreb face à Guram Tushishvili. Pourtant, la fédération russe a décidé de ne pas envoyer de judoka aux Judo aux Jeux olympiques, celle-ci dénonçant les « conditions humiliantes » fixées par le Comité international olympique. Début 2025, après deux sacres aux tournois de Paris et Tbilissi, il s'impose de nouveau aux Championnats d'Europe.

## Palmarès
| Année | Compétition                                  | Lieu      | Résultat | Catégorie      |
| ----- | -------------------------------------------- | --------- | -------- | -------------- |
| 2018  | Championnats du monde                        | Bakou     | 3e       | Par équipe     |
| 2019  | Jeux européens                               | Minsk     | 2e       | Plus de 100 kg |
| 2019  | Jeux européens                               | Minsk     | 1er      | Par équipe     |
| 2019  | Championnats du monde                        | Tokyo     | 3e       | Par équipe     |
| 2020  | Championnats d'Europe                        | Prague    | 2e       | Plus de 100 kg |
| 2021  | Championnats d'Europe                        | Lisbonne  | 1er      | Plus de 100 kg |
| 2021  | Championnats d'Europe par équipes            | Lisbonne  | 3e       | Par équipe     |
| 2023  | Championnats du monde (sous bannière neutre) | Doha      | 1er      | Plus de 100 kg |
| 2024  | Championnats d'Europe (sous bannière neutre) | Zagreb    | 1er      | Plus de 100 kg |
| 2025  | Championnats d'Europe (sous bannière neutre) | Podgorica | 1er      | Plus de 100 kg |
| 2025  | Championnats d'Europe (sous bannière neutre) | Podgorica | 3e       | Par équipe     |